# مارسل کاتس
مارسل کاتس (آلمانی: Marcel Katz; ۱ ژانویهٔ ۱۸۹۶ – ۱ ژانویهٔ ۱۹۷۵) بازیکن فوتبال اهل سوئیس بود.
وی همچنین در تیم ملی فوتبال سوئیس بازی کرده‌است.